# Korila
Korila (Cyclanthera pedata) (spanskt namn: caigua) är en grönsak med 10-20 centimeter långa frukter. Den har ett klättrande växtsätt.

## Beskrivning
Korilan är en kraftfull ettårig klätterväxt, som odlas i fuktiga och varma klimat, vars kala stjälk kan sträcka sig upp till 12 m, med omväxlande palmartade blad med 5 till 10 lansettliknande blad med taggiga kanter. Från bladens axlar växer de klängen som växten använder för att klättra.
De enkönade blommorna är ljusgröna eller vita. Honblommorna växer ensilt, de manliga växer i blomklasar om 10 till 20. Till skillnad från andra gurkväxter är blommorna av obetydliga, bara några millimeter i diameter.
Frukten, som är själva korilan, är äggformad till avlång, spetsig frukt, med en krökt ände och något tillplattad. Den mäter 10-20 cm lång och 3-8 cm bred. Den oregelbundna ytan, med mörka ådror, kan vara slät eller något taggig. Dess färg varierar från mörkgrönt till vitt. Den har längsgående ränder på sin yta. Det vita fruktköttet (3-4 mm tjockt), är svampigt och utgör den ätbara delen med en smak som liknar gurkan. Fröna, inhysta i fruktens ihåliga inre, är mer eller mindre fyrkantiga, cirka 1,5 cm långa, svarta och skrynkliga. De är fördelade i två rader i ett antal av 12 normalt.

## Ursprung och utbredning
Korilans tradionella utbredningsområde är Anderna, den odlas i kustregionen, regnskogar i höghöjdsområden och i tempererade dalar på höjder upp till 3000 meter över havet.
Korilan har sedan urminnes tider förekommit i artefakter från äldre kulturer, till exempel Moche runt år 200 f.Kr.
För närvarande är den känd inte bara i Amazonas i Peru, Ecuador, Bolivia och Colombia, utan odlas också i andra områden i Sydamerika och Centralamerika, samt i Kina, Taiwan, Indien och Malaysia.

## Användning
Den mogna frukten används kokt eller rå i sallader, med en behaglig smak av gurka och spanskpeppar. I Peru tillagas den fylld med en blandning av nöt- eller fläskfärs, eller tonfisk, oliver, russin, hackade hårdkokta ägg och blötlagt bröd.
Korilan kan förvaras i upp till fem dagar på sval och ventilerad plats och i cirka 15 dagar vid 7 °C och 95% relativ luftfuktighet. När den är mogen har den en homogen intensiv grön färg och blir därefter så småningom gul.

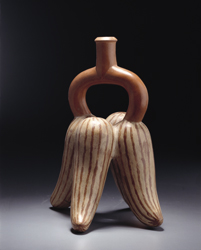
Flaska från Mochekulturen med caiguas (korila). Museo Larco, Lima, Peru.
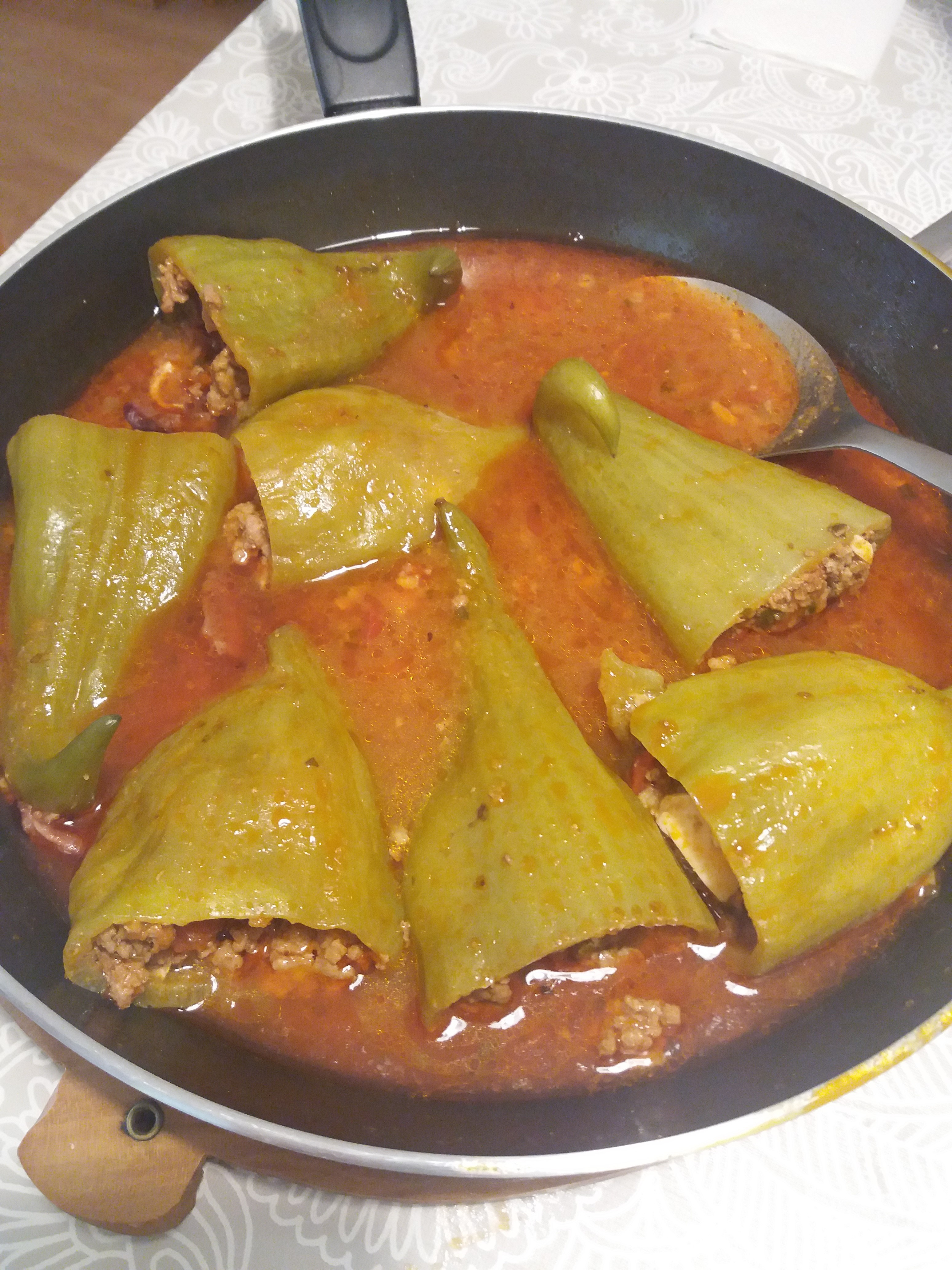
Fylld caigua med peruansk köttfärs.